# メット (肉)

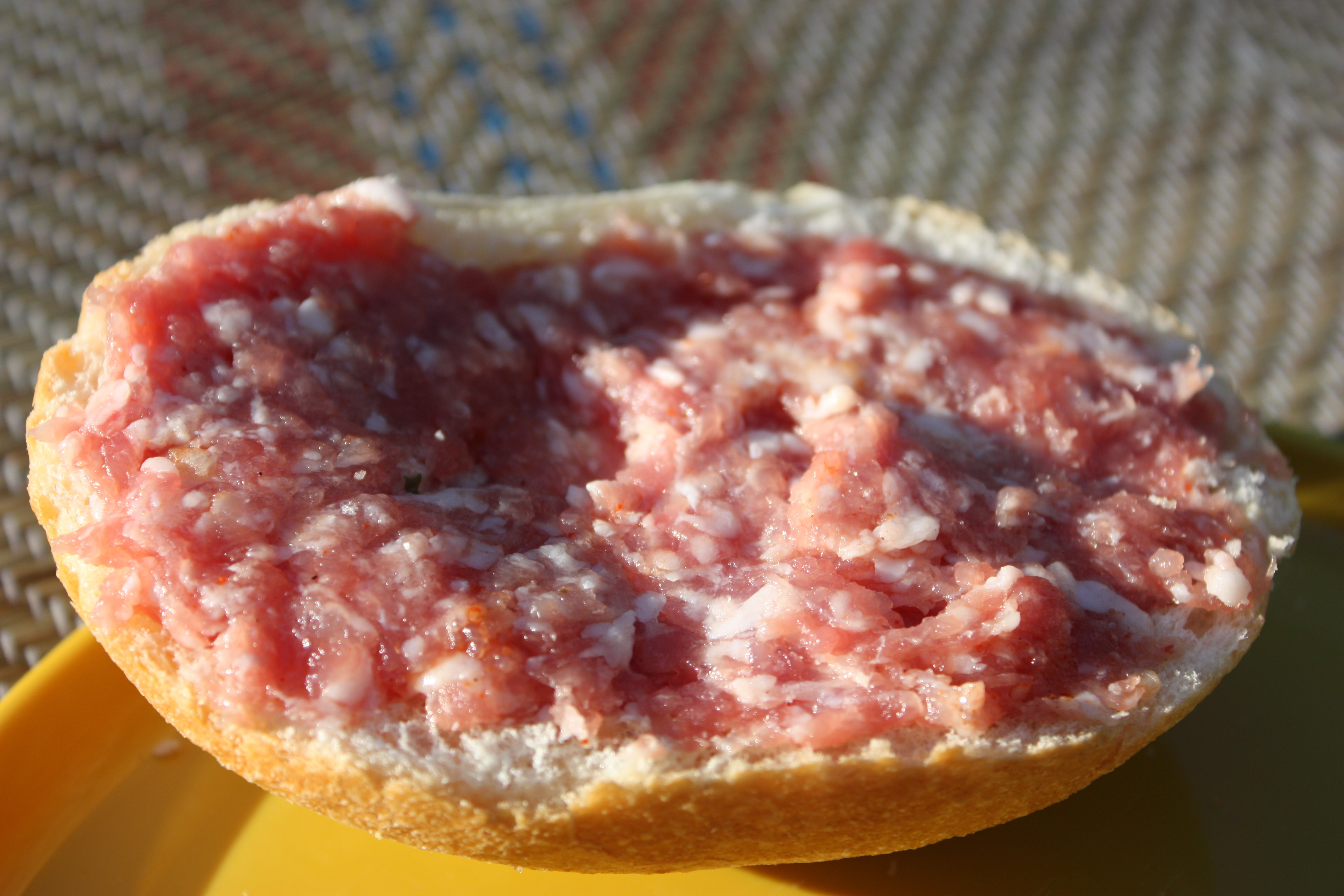
上下に切り分けたカイザーロール(ハードな丸パン)にのせたメット

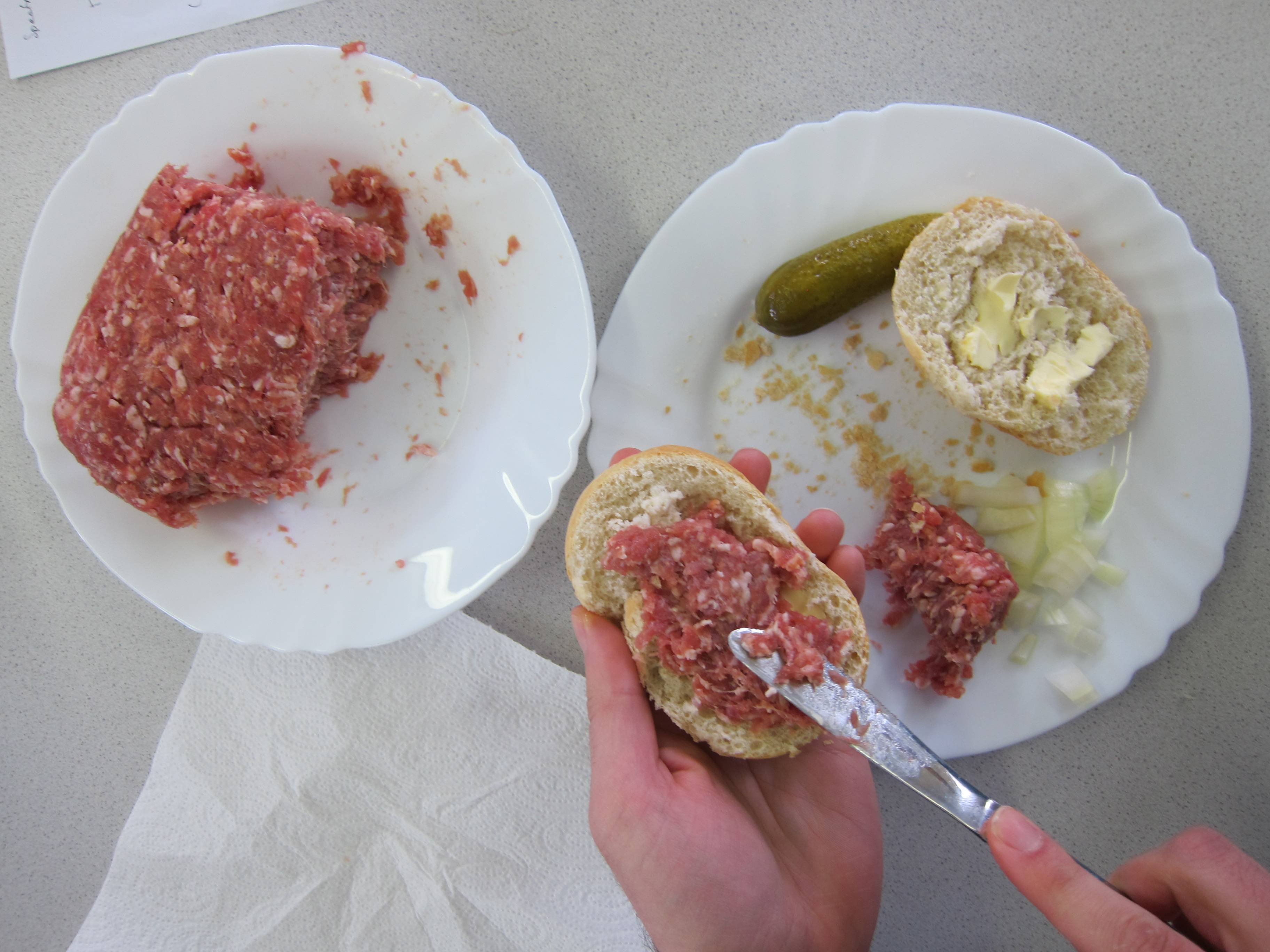
- パンに生の豚肉であるメット (肉)を塗って食べる一例

メット（ドイツ語: Mett）はドイツで人気のある、生の豚挽肉を用いた食品である。

## 概要
「メット」という名は低地ドイツ語で「脂身なしの刻んだ豚肉」を指すMettか、古ザクセン語で「食物」を表すmetiに由来する。北ドイツ、東ドイツ、ベルリンなどではハッケペーター（Hackepeter）としても知られている。豚挽肉を素材とし、通常は塩や黒胡椒で、また地域によってはニンニクやキャラウェイで味付けされて売られており、生のまま食する。みじん切りの玉ねぎを加えてもよく、これは玉ねぎメット (Zwiebelmett) とも呼ばれる。法的には、メットは35%以上の脂肪分を含むものであってはならない。また、ドイツの法律である「挽肉についての指示」(Hackfleischverordnung) によって、包装されていないメットはその日に作ったものしか販売することはできない。

## 変種
「シンケンメット」（Schinkenmett,「もも肉メット」の意）はもも肉から作られるもので、特に上質と考えられている。
メットは通常、地元の店などで挽肉にされたものが販売されているが、これとは異なり、きめの粗いメット (grobes Schweinemett) は工場の挽肉機で作られる。構造を保つため、豚肉は通常、半冷凍状態で処理される。「挽肉についての指示」では、摂氏2度以上での処理を認めておらず、また、氷を冷却のために使用することも禁じている。

## 食べ方
生のメットは通常、上下に切り分けたハードタイプのロールパンや、薄くスライスしたパンに載せて食べる。前者はMettbrötchenと呼ばれる。付け合わせとして、生のオニオンリングやダイスカットの玉ねぎがよく添えられる。

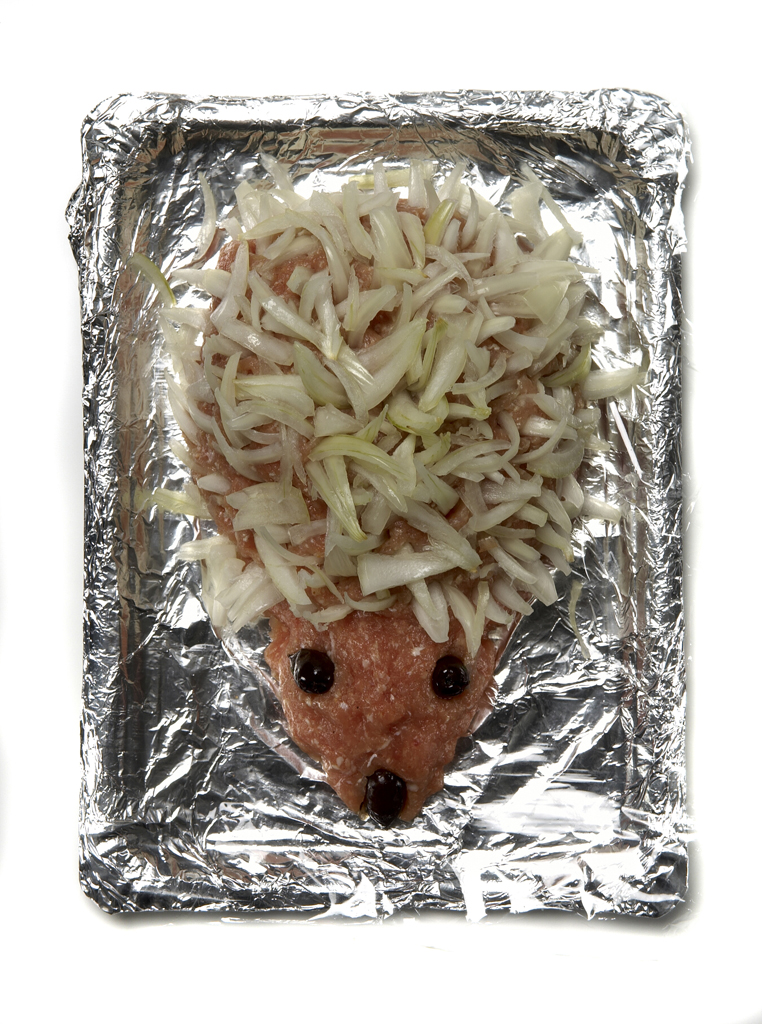
メットはりねずみ

ビュッフェでは、メットは時折「メットはりねずみ」（Mettigel、Hackepeterigel、Hackepeterschweinなどと呼ばれる）となって出てくる。このような形でメットを出すことは特に1970年代によく行われた。これを作るには多量のメットをはりねずみの形にし、4つに切ったオニオンリングやプレッツェルのスティックをトゲに見立て、オリーブを目や鼻にする。

## ソーセージ
メットをメットヴルストというソーセージにすることがあり、これは大変長持ちする。スパイシーな風味で、しばしば燻製を施した生ソーセージである。